# Đường tròn của Apollonius
Trong hình học phẳng Đường tròn Apollonius là một số đường tròn được đề cập bởi nhà toán học Apollonius của Perga (255 TCN-170 TCN) vào khoảng năm 200 TCN. Tuy nhiên trong số các đường tròn này có thể xác định một cách tương tự trong một số mặt khác.

## Quỹ tích đường tròn Apollonius

Đường tròn Apollonius.

Cho A và B là hai điểm trong mặt phẳng và {\displaystyle r={\frac {d_{1}}{d_{2}}}} là một số dương khác 1 thì quỹ tích của các điểm P sao cho tỉ số các độ dài {\displaystyle {\frac {AP}{BP}}={\frac {d_{1}}{d_{2}}}=r} là một đường tròn. Đường tròn xây dựng theo cách này còn được gọi là đường tròn Apollonius.

### Chứng minh sử dụng các vector trong không gian Euclide
Cho d1, d2 là số thực không bằng nhau.
Cho C là điểm phân chia AB của d1: d2 và D là điểm phân chia externaly của AB thành d1: d2.
{\displaystyle {\overrightarrow {\mathrm {PC} }}={\frac {d_{2}{\overrightarrow {\mathrm {PA} }}+d_{1}{\overrightarrow {\mathrm {PB} }}}{d_{2}+d_{1}}},\ {\overrightarrow {\mathrm {PD} }}={\frac {d_{2}{\overrightarrow {\mathrm {PA} }}-d_{1}{\overrightarrow {\mathrm {PB} }}}{d_{2}-d_{1}}}.}
Sau đó,
{\displaystyle \mathrm {PA} :\mathrm {PB} =d_{1}:d_{2}.}
{\displaystyle \Leftrightarrow d_{2}|{\overrightarrow {\mathrm {PA} }}|=d_{1}|{\overrightarrow {\mathrm {PB} }}|.}
{\displaystyle \Leftrightarrow d_{2}^{2}|{\overrightarrow {\mathrm {PA} }}|^{2}=d_{1}^{2}|{\overrightarrow {\mathrm {PB} }}|^{2}.}
{\displaystyle \Leftrightarrow (d_{2}{\overrightarrow {\mathrm {PA} }}+d_{1}{\overrightarrow {\mathrm {PB} }})\cdot (d_{2}{\overrightarrow {\mathrm {PA} }}-d_{1}{\overrightarrow {\mathrm {PB} }})=0.}
{\displaystyle \Leftrightarrow {\frac {d_{2}{\overrightarrow {\mathrm {PA} }}+d_{1}{\overrightarrow {\mathrm {PB} }}}{d_{2}+d_{1}}}\cdot {\frac {d_{2}{\overrightarrow {\mathrm {PA} }}-d_{1}{\overrightarrow {\mathrm {PB} }}}{d_{2}-d_{1}}}=0.}
{\displaystyle \Leftrightarrow {\overrightarrow {\mathrm {PC} }}\cdot {\overrightarrow {\mathrm {PD} }}=0.}
{\displaystyle \Leftrightarrow {\overrightarrow {\mathrm {PC} }}={\vec {0}}\vee {\overrightarrow {\mathrm {PD} }}={\vec {0}}\vee {\overrightarrow {\mathrm {PC} }}\perp {\overrightarrow {\mathrm {PD} }}.}
{\displaystyle \Leftrightarrow \mathrm {P} =\mathrm {C} \vee \mathrm {P} =\mathrm {D} \vee \angle {\mathrm {CPD} }=90^{\circ }.}
Vì vậy, điểm P là trên vòng tròn có đường kính CD.

## Vấn đề Apollonius

Vấn đề Apollonius: Cho trước ba đường tròn màu đen ta có thể dụng được tám đường tròn tiếp xúc với ba đường tròn này

Dựng một đường tròn tiếp xúc với ba đường tròn cho trước. Có đến tám đường tròn có thể dựng được thỏa mãn yêu cầu này.

## Đường tròn Apollonius trong một tam giác
Đường tròn đi qua đỉnh một tam giác và đi qua giao điểm của các đường phân giác trong và phân giác ngoài với cạnh đối diện của một tam giác được gọi là đường tròn Apollonius trong một tam giác. Như vậy trong một tam giác có ba đường tròn Apollonius. Ba đường tròn Apollonius của một tam giác đồng quy tại hai điểm isodynamic của tam giác.